# Jacques Pépin
Jacques Pépin (pronúncia em francês: [ʒak pepɛ̃], nascido em 18 de dezembro de 1935)  é um chef de cozinha, escritor, educador culinário, personalidade de televisão e artista franco-americano. Desde o final dos anos 1980, ele apareceu na televisão americana e escreveu para o The New York Times, a revista Food & Wine e outras publicações. Ele é autor de mais de 30 livros de receitas, alguns dos quais se tornaram best-sellers. Pépin era amigo de longa data da chef e apresentadora norte-americana Julia Child, e sua série da PBS de 1999, Julia e Jacques Cooking at Home, ganhou um prêmio Emmy. Ele foi homenageado com 24 prêmios da Fundação James Beard, cinco títulos de doutorado honorário, o prêmio pelo conjunto da obra da televisão pública americana, o prêmio Emmy pelo conjunto de sua obra em 2019 e a Légion d'honneur, a mais elevada honra ao mérito da França, em 2004.
Desde 1989, Pépin leciona no Culinary Arts Program na Boston University e atuou como reitor de programas especiais no International Culinary Center em Nova York. Em 2016, com sua filha, Claudine Pépin e seu genro, Rollie Wesen, criou a Fundação Jacques Pépin para apoiar a educação culinária para adultos com barreiras de emprego. Ele mora em Connecticut desde 1975.

## Carreira
Em 1959, Pépin foi para os Estados Unidos trabalhar no restaurante Le Pavillon. Desejando completar sua educação, ele se matriculou em inglês para estudantes estrangeiros e, eventualmente, aulas de estudos gerais para obter um diploma de bacharel em artes na Columbia University. Logo após sua chegada, o editor de comida do New York Times introduziu Pépin para James Beard e Helen McCully. McCully apresentou Pépin a Julia Child, que se tornou sua amiga e colaboradora por toda a vida. Em 1961, depois que Pépin recusou uma oferta de Joseph Kennedy e Jacqueline Kennedy para servir como chef na Casa Branca, ele foi contratado para desenvolver linhas de alimentos para a rede de restaurantes de Howard Johnson, onde Pépin atuou como diretor de pesquisa e desenvolvimento por uma década. Em 1970, Pépin obteve seu Bacharelado em Artes pela Escola de Estudos Gerais da Universidade de Columbia e, em 1972, seu Mestrado em Literatura Francesa pela Escola de Pós-Graduação em Artes e Ciências da Columbia. Pépin entrou em um programa de doutorado em Columbia, mas sua tese proposta sobre a comida francesa na literatura foi rejeitada por ser "muito frívola para uma busca acadêmica séria" (Pépin, para. 3) 
Em 1970, Pépin abriu um restaurante especializado em sopa e lanchonete na 5ª Avenida de Manhattan, chamado La Potagerie, e começou a ter sucesso popular com aparições em programas de entrevistas como What's My Line?. A carreira de Pépin como chef de restaurante terminou abruptamente com um acidente de carro quase fatal em 1974.

## Televisão
O sucesso do livro La Technique de Pépin, usado como livro-texto para ensinar os fundamentos da culinária francesa, o levou a lançar uma versão para a televisão que resultou em uma série da PBS de 1997, The Complete Pépin. Relançada na PBS dez anos após a sua versão inicial, a série incluiu uma nova introdução de Pépin onde ele enfatizou que o segredo para ser um chef de sucesso e não um mero cozinheiro de linha está em conhecer e usar a técnica adequada.
Em 1999, Pépin co-estrelou a série da PBS Julia e Jacques Cooking at Home ao lado de Julia Child. O programa recebeu um Emmy diurno em 2001.